# Zhan Shu
Zhan Shu (2 de maio de 1985) é uma ex-nadadora chinesa que competiu nas Olimpíadas de 2000 e de 2004.